# Société Makivik
 (septembre 2023).
Si vous disposez d'ouvrages ou d'articles de référence ou si vous connaissez des sites web de qualité traitant du thème abordé ici, merci de compléter l'article en donnant les références utiles à sa vérifiabilité et en les liant à la section « Notes et références ».
La Société Makivik (inuktitut : ᒪᑭᕝᕕᒃ ; en anglais : Makivik Corporation) une organisation inuite qui a son siège social à Kuujjuaq, au Nunavik. Elle représente environ 10 000 Inuits dans leurs relations avec les gouvernements du Québec et du Canada.

## Mission
Sa responsabilité principale est la gestion d'indemnités versées par le Québec dans le cadre de la Convention de la Baie-James et du Nord québécois (environ 140 millions de dollars entre 1975 et 1999) signée en 1975, soit le tout premier règlement général de revendications territoriales au Canada, et, d’autre part, de l'Accord sur les revendications territoriales des Inuits du Nunavik , qui est entré en vigueur en 2008. Elle a pour mandat d'utiliser ces fonds pour promouvoir le développement économique et social de la société inuite au Nunavik. 
La Société est également habilitée à négocier de nouveaux accords avec les gouvernements au nom des Nunavimmiut et pour les représenter dans les organisations comme l'Inuit Tapiriit Kanatami et le Conseil circumpolaire inuit.
La Société milite également en faveur d'une plus grande autonomie du Nunavik et elle a récemment conclu une entente de principe sur la reconnaissance des droits ancestraux des Inuits du Nunavik sur les îles au large des côtes qui font partie du territoire du Nunavut.
Dès 2023, elle s'associe à un refuge pour personnes autochtones itinérantes qui devrait ouvrir ses portes sur la rue Sherbrooke à Montréal à la fin de 2027.

## Administration
La société est dirigée par un comité exécutif composé de cinq membres dont un président ainsi que par un conseil d'administration de 16 membres. Les membres de ces deux organes sont élus par la population.

## Filiales
- Air Inuit, compagnie aérienne desservant le Nord-du-Québec
- First Air, compagnie aérienne desservant le Nord canadien
- Kautaq Construction, entrepreneur général
- Les entreprises Halutik